# Ataques no Líbano em setembro de 2024
Os Ataques no Líbano em setembro de 2024 envolveram cerca de 1 500 ataques conduzidos por Israel, visando posições do Hezbollah no Líbano. As Forças de Defesa de Israel relataram que aeronaves israelenses atingiram 1 600 posições do Hezbollah, destruindo mísseis de cruzeiro, além de foguetes de longo e curto alcance e drones de ataque. Segundo o Ministério da Saúde do Líbano, esses ataques israelenses mataram pelo menos 569 pessoas — incluindo 50 crianças, 94 mulheres e 4 médicos — e feriram pelo menos 1 835. Os ataques também deslocaram dezenas de milhares de civis libaneses.
Os ataques ocorreram após o que foi descrito como alguns dos maiores reveses do Hezbollah, incluindo as explosões de dispositivos de comunicação de 17 e 18 de setembro de 2024 (42 mortes, mais de 3 500 feridos) e o assassinato de Ibrahim Aqil, comandante da elite Força Redwan. Em resposta, o grupo apoiado pelo Irã lançou dezenas de drones e foguetes contra Israel, causando danos em Nazaré e comunidades no Vale de Jezreel.
Israel advertiu que seus ataques ao Hezbollah iriam se intensificar, pedindo que os civis libaneses deixassem as áreas onde o grupo armazenava armas. O primeiro-ministro israelense Netanyahu dirigiu-se ao povo libanês, afirmando: "A guerra de Israel não é com vocês; é com o Hezbollah", acusando o grupo de usar civis como escudo humano. Ele pediu aos moradores do sul do Líbano que evacuassem até que a operação fosse concluída, prometendo que eles poderiam retornar em segurança posteriormente.

## Contexto
Um dia após os ataques de Hamas em 7 de outubro, o Hezbollah, sem provocação, entrou no conflito em apoio ao Hamas, disparando foguetes contra cidades do norte de Israel e outras posições. Desde então, o Hezbollah e Israel têm se envolvido em trocas militares transfronteiriças que deslocaram comunidades inteiras em Israel e no Líbano, causando danos significativos a prédios e terras ao longo da fronteira.
Em 17 e 18 de setembro de 2024, milhares de pagers e walkie-talkies explodiram em uma série de explosões coordenadas. Os ataques mataram 42 pessoas e feriram pelo menos 3 500, afetando tanto civis libaneses quanto membros do Hezbollah. Muitos relatos apontam Israel como responsável pelas explosões, embora autoridades israelenses neguem envolvimento. O Hezbollah descreveu o ato como uma possível declaração de guerra de Israel e lançou um ataque com foguetes no norte de Israel alguns dias depois. Em 20 de setembro de 2024, Ibrahim Aqil, chefe da unidade de operações especiais de elite do Hezbollah, Redwan, e procurado pelos Estados Unidos por seu envolvimento em ataques terroristas de alto perfil nos anos 1980, foi morto em um ataque israelense em Beirute, junto com outros comandantes seniores da unidade.
Antes dos ataques aéreos de 23 de setembro, Israel aconselhou os cidadãos em território libanês a evacuarem.

## Ataques

### Líbano
As Forças de Defesa de Israel afirmaram que atacaram 1 300 locais militares do Hezbollah no sul do Líbano e no Vale do Beca. Um ataque atingiu até Byblos, ao norte de Beirute. A primeira onda de ataques começou às 06:30 EET e atingiu hospitais e ambulâncias, de acordo com Firass Abiad, o Ministro da Saúde libanês. De acordo com o Escritório das Nações Unidas para a Coordenação de Assuntos Humanitários (OCHA), 83 civis estão confirmados como mortos pelos ataques aéreos israelenses, e 93.881 civis fugiram de suas casas. Segundo o OCHA, os ataques israelenses danificaram a infraestrutura civil, como instalações de água, eletricidade e telecomunicações.
Seis pessoas ficaram feridas quando três mísseis atingiram o bairro Beir al-Abed em Beirute. Funcionários israelenses disseram que o ataque tinha como alvo Ali Karaki, que Israel afirma ser o comandante da Frente Sul do Hezbollah, mas o Hezbollah afirmou que ele sobreviveu ao ataque.
Israel teria lançado cinco ataques em Qaliya, no oeste do Vale do Beca, um dos quais atingiu uma casa residencial, matando um pai e sua filha.
Em 24 de setembro, Israel realizou um ataque aéreo direcionado a um reduto do Hezbollah no sul de Beirute, matando seis pessoas e ferindo quinze. Ibrahim Kubisi, o chefe do Corpo de Mísseis do Hezbollah, foi morto no ataque aéreo, e três andares de seu prédio foram destruídos.

### Israel
O Hezbollah disparou um total de 150 foguetes contra Israel, a Cisjordânia e as Colinas de Golã, ferindo cinco pessoas. Primeiro, disparou 35 foguetes contra o norte de Israel, visando bases e armazéns das IDF, ferindo levemente um homem na Baixa Galileia. Mais tarde disparou cerca de 80 foguetes, atacando vários locais, incluindo Ariel e Karnei Shomron na Cisjordânia ocupada. O quartel-general do batalhão de mísseis e artilharia nos quartéis de Yoav foi atingido por dezenas de foguetes, assim como armazéns na base militar de Nimra. Dois civis palestinos ficaram feridos em um ataque com foguetes do Hezbollah em Deir Istiya. O quartel-general da 146ª "Ha-Mapatz" Divisão também foi atingido por um ataque do Hezbollah.

## Baixas
Pelo menos 558 pessoas foram mortas e 1 835 ficaram feridas, de acordo com o Ministério da Saúde Pública do Líbano. O ministério acrescentou que 50 crianças, 94 mulheres e um número de médicos também foram mortos, mas não esclareceu quantos dos feridos eram militantes. A Universidade Libanesa anunciou que duas alunas foram mortas em um ataque. Os ataques foram os mais mortais no Líbano desde o fim da Guerra Civil Libanesa de 1975–1990.
Ali Aburia e Mohammad Saleh, ambos comandantes seniores do Hezbollah, foram mortos nos ataques aéreos. Mahmoud al Nader, um comandante de campo das Brigadas al-Qassam do Hamas, também foi morto no sul do Líbano. O chefe da unidade de foguetes do Hezbollah, Ibrahim Qubaisi, também foi supostamente morto em Beirute.

## Reações
Após os ataques, o primeiro-ministro israelense Benjamin Netanyahu adiou um voo para Nova Iorque, onde deveria participar da setenta-nona sessão da Assembleia Geral das Nações Unidas (AGNU). Ele afirmou que seu país estava "mudando o equilíbrio de segurança, o equilíbrio de poder no norte". Um oficial israelense posteriormente relatou à CNN que havia "grande satisfação" entre o espectro político pela atuação das Forças de Defesa de Israel. O líder da oposição Yair Lapid também expressou seu apoio à operação.
O Primeiro-Ministro libanês Najib Mikati, falando durante uma reunião do gabinete, classificou os ataques aéreos como uma "guerra de extermínio" e acusou Israel de "um plano destrutivo" que visa destruir vilas e cidades libanesas.
Um representante libanês na UNGA, representando o Primeiro-Ministro Najib Mikati, descreveu os ataques como tendo "ameaçado a ordem social". Todo o trabalho judicial não essencial no Líbano foi suspenso em 24 de setembro.

### Internacional
No Iraque, o Primeiro-Ministro Mohammed Shia' Al Sudani anunciou que o país forneceria ajuda humanitária ao Líbano. O Ayatollah Ali al-Sistani, o mais alto clérigo xiita do Iraque, declarou em uma declaração que "todo esforço possível" deve ser feito para parar "a agressão bárbara em curso" de Israel no Líbano. Sistani também pediu aos "crentes que façam o que contribuir para aliviar seu sofrimento e garantir suas necessidades humanitárias." Sudani endossou a declaração de Sistani, anunciando o plano de seu gabinete de estabelecer pontes aéreas e terrestres para entregar ajuda ao Líbano e abrir hospitais iraquianos "para receber os feridos e lesionados". Sudani também convocou os líderes das delegações árabes na UNGA para realizar uma reunião urgente.
O Presidente iraniano Masoud Pezeshkian acusou Israel de "arrastar" o Irã para um conflito mais amplo, acrescentando que "não há vencedor na guerra". O Ministério das Relações Exteriores da Síria condenou o que chamou de "agressão brutal israelense contra o povo irmão libanês sob a proteção dos Estados Unidos", de acordo com a agência de notícias estatal do país.
O Ministério das Relações Exteriores do Egito convocou "poderes internacionais e o Conselho de Segurança das Nações Unidas para intervir imediatamente" para parar "a perigosa escalada israelense no Líbano". O Rei Abdullah II expressou o "apoio absoluto" de seu país ao Líbano, à sua segurança, à sua soberania e à segurança de seus cidadãos durante uma ligação telefônica com Mikati, enquanto o ministro das Relações Exteriores Ayman Safadi pediu ao Conselho de Segurança das Nações Unidas que interviesse para "contenção da agressão israelense e proteger a região de suas consequências desastrosas". O Ministério das Relações Exteriores da Turquia descreveu os ataques como "uma nova fase nos esforços de [Israel] para arrastar toda a região para o caos" e acusou os aliados de Israel de apoiar Netanyahu "por seus interesses políticos".
O ministro das Relações Exteriores da França, Jean-Noël Barrot, pediu uma reunião de emergência do Conselho de Segurança da ONU e pediu o fim de tais ataques. Um funcionário do Departamento de Estado dos Estados Unidos afirmou que os Estados Unidos não consideravam a estratégia relatada de Israel de "escalar para desescalar" como eficaz durante o conflito. Os ministros das Relações Exteriores da Austrália e do Canadá, Penny Wong e Mélanie Joly, reiteraram os avisos para que os cidadãos de seus países no Líbano deixassem o país imediatamente.
O chefe de política externa da União Europeia, Josep Borrell, expressou preocupação com a situação, descrevendo Israel e o Hezbollah como "quase em uma guerra total". Um porta-voz do Escritório do Alto Comissário das Nações Unidas para os Direitos Humanos afirmou que estava "extremamente preocupado" com o risco de escalada no conflito.